# طاووس دروازه قرآن شیراز

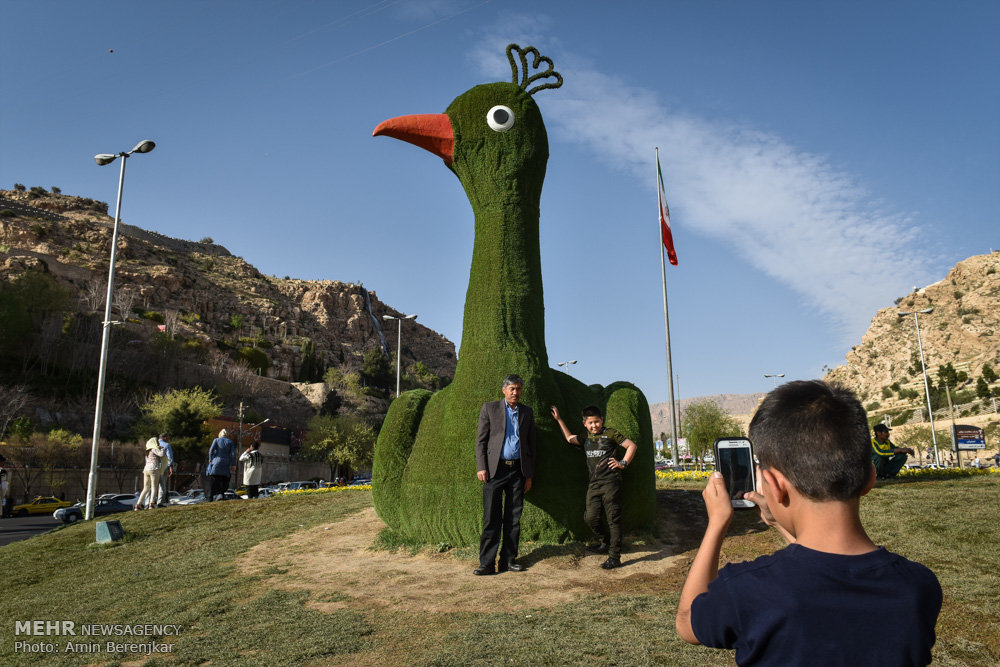
طاووس قدیمی دروازه قرآن شیراز

طاووس دروازه قرآن شیراز از دهۀ ۷۰ در میدان دروازه قرآن شیراز نصب شد که دمش را گل‌های رنگارنگ تشکیل می‌دادند.
این طاووس خیلی زود به نماد شیراز تبدیل شد و رسانه‌ها نیز در تصویرسازی‌هایشان در کنار آثار مختلف مذهبی، فرهنگی و تاریخی، این سازۀ پوشیده از گل را نمایه می‌کردند. حالا بعد از ۳ دهه طاووس ورودی شیراز برای مردم یادآور خاطرات مختلفی است، خاطراتی که با زندگی مردم شهر گره خورده است.

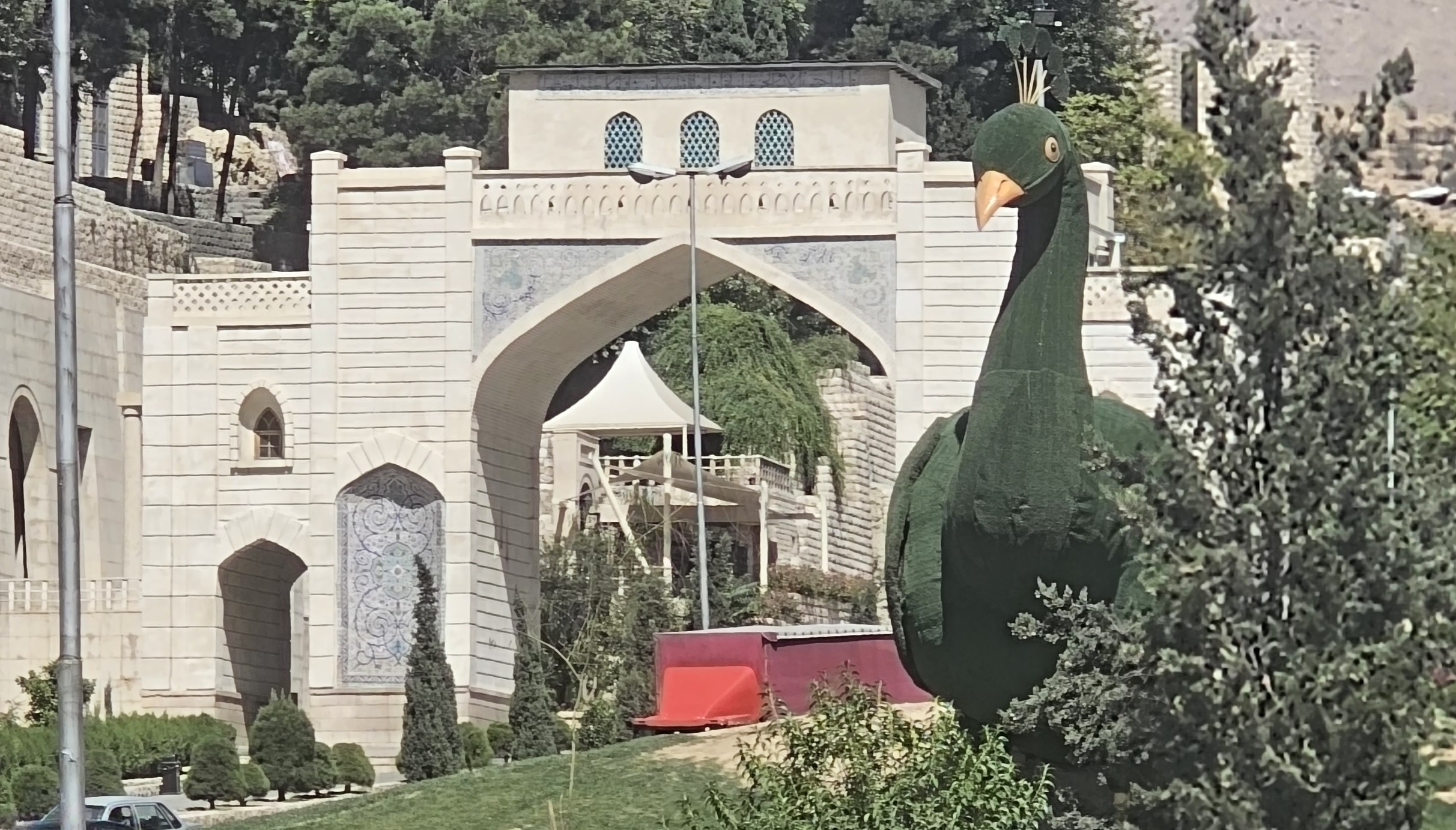
طاووس جدید دروازه قران شیراز

تصویر طاووس دروازه قرآن شیراز، روی جلد پیک نوروزی بچه‌های دهۀ ۶۰ استان فارس بود و سال‌ها عروس و دامادهایی که بعد از زیارت شاهچراغ حتماً از میدان قرآن دور می‌زدند تا طاووس شهرشان در بهترین رویداد زندگی‌شان جایی داشته باشد و همۀ اینها امروز به نوستالژی تبدیل شده که مردم از یادآوری‌اش لبخند بر لب می‌نشانند.

## طاووس جدید دروازه قرآن
طاووس جدید در اواخر اسفند‬ ماه‌‬ سال ۹۷ ‏جایگزین تندیس طاووسی شده بود که ۳۰ سال در دروازه قرار داشت. معاونت خدمات شهرداری شیراز دربارهٔ طاووس جدید گفت: طاووس قدیمی از زیبایی بصری و فرم درستی برخوردار نبود و زیاد به طاووس شباهت نداشت. برای ساخت طاووس جدید در میدان دروازه قرآن، استادان دانشگاه و طراحان برجسته‌ای به کار گرفته شدند تا نمادی در خور نام شیراز طراحی و ساخته شود. همچنین اذعان کرد که ابعاد طاووس قبلی که در میدان دروازه قرآن قرار داشت، سه و نیم متر طول داشت و ارتفاع آن چهار متر بود اما طاووس جدید در ابعاد، هشت متر طول در پنج و نیم متر ارتفاع و دو نیم متر عرض ساخته شده و گلکاری دم طاووس جدید نیز ۵۰ متر در ۳۰ متر طراحی شده است.
ساخت طاووس جدید حدود ۸۰ میلیون تومان هزینه داشت.

## آتش گرفتن طاووس دروازه قرآن شیراز

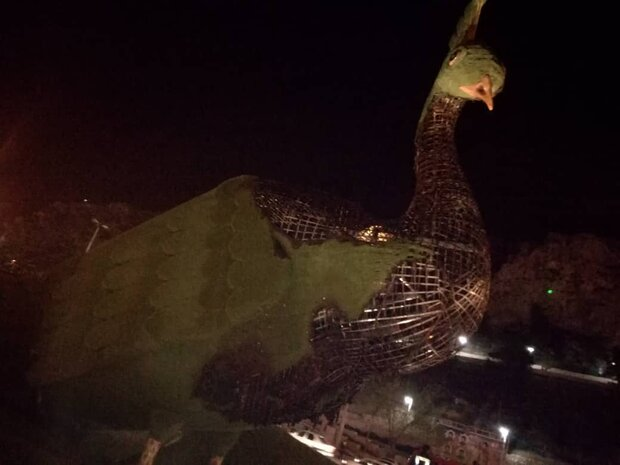
آتش گرفتن طاووس جدید دروازه قرآن شیراز

تندیس طاووس جدید در شامگاه پنجشنبه ۱۵ فروردین ۹۸ به دست فردی آتش زده شد.
آتش‌سوزی توسط مردی که گفته می‌شود یکی از بستگانش را در حادثۀ سیل شیراز از دست داده بود، انجام گرفت. مرد آتش‬‬‌افروز در کمتر از ۲۴ ساعت در اطراف پارک کوهپایۀ شیراز دستگیر شد؛ این فرد در زمان آتش زدن طاووس از خودش فیلم گرفت و همزمان در شبکه‌های مجازی منتشر کرد.